# Holger Paulli
Holger Paulli (født 18. marts 1644 i København, død 6. august 1714) var en dansk handelsmand og religiøs fantast.
Paulli var søn af hoflæge Simon Paulli.
Holger Paulli drev handel på Guldkysten, blandt andet slavehandel, og tjente en formue.
På et tidspunkt begyndte han at agitere for zionisme med jødisk erobring og genopbygning af Jerusalem og Judæa og mente sig af Gud udvalgt til at være overhoved for en ny abrahamistisk religion der skulle forene jøder og kristne.
Som prædikant virkede han i Amsterdam ved en jødisk menighed og i Tyskland med base i Altona.